# Систем за излучивање
Систем за излучивање има улогу у избацивању (екскрецији) непотребних, често и штетних материја које настају у процесима метаболизма, као и у избацивању вишка воде и јона. Несварени делови хране не излучују се из тела, већ пролазе кроз цревни канал и преко аналног отвора бивају избачени у спољашњу средину. Из организма се излучују само оне супстанце које настају унутар ћелије; оне при излучивању морају проћи кроз ћелијску мембрану да би доспеле у спољашњу средину.
Органи за излучивање могу бити:
- у виду цевчица са затвореним почетним делом које се гранају по читавом телу. Овакви органи означени су као протонефридије.[1]
- у виду изувијаних цевчица, чији се почетни део отвора преко левкастог отвара у телесну дупљу. Такви органи означени су као метанефридије.[1]
- у виду посебно грађених морфолошких и функционалних јединица екскреторног система - бубреге.[2][3]
- у виду цевчице са затвореним почетним делом које се отварају у црево, а ови органи називају се Малпигијеве цевчице.[4][5][6]
- у виду различитих ендокриних жлезда...

Органе за излучивање чине бубрези, мокраћовод, мокраћна бешика и мокраћна цев. Бубрези су парни органи који се налазе у трбушној дупљи са обе стране кичме. Смештени су у лежишта од масног ткива. Они су тамноцрвене боје и пасуљастог облика. На уздужном пресеку бубрега, испод спољашње опне, уочавају се нешто тамнија бубрежна кора и светлија бубрежна срж. Бубрежна кора се састоји од великог броја бубрежних телашаца. Од бубрежних телашаца полазе бубрежне цевчице, које вијугају кроз бубрежну кору и спуштају се у бубрежну срж. Ту се скупљају и граде сабирне каналиће. Они се групишу и уливају у бубрежне чашице, којих има од 15-20 у сваком бубрегу. Из њих се мокраћа улива у проширење које се назива бубрежна карлица. Из бубрежне карлице полази одводни канал-мокраћовод. Мокраћоводи су парни органи. То су узане цеви, дуге око 25-30 цм, које спајају бубреге са мокраћном бешиком. Мокраћна бешика је непаран орган који се налази у дну трбушне дупље.

## Излучивање
Излучивање је процес у коме се метаболички отпад елиминише из организма. Код кичмењака то првенствено врше плућа, бубрези и кожа. Ово је у супротности са секрецијом, где супстанца може имати специфичне задатке након изласка из ћелије. Излучивање је суштински процес у свим облицима живота. На пример, код сисара, урин се избацује кроз уретру, која је део система за излучивање. Код једноћелијских организама отпадни производи се испуштају директно кроз површину ћелије.
Током животних активности, као што је ћелијско дисање, у телу се одвија неколико хемијских реакција. Онe су познати као метаболизам. Ове хемијске реакције производе отпадне производе као што су угљен-диоксид, вода, соли, уреа и мокраћна киселина. Акумулација овог отпада изнад нивоа унутар тела је штетна за тело. Органи за излучивање уклањају ове отпадне материје. Овај процес уклањања метаболичког отпада из тела познат је као излучивање.
Зелене биљке производе угљен-диоксид и воду као респираторне производе. У зеленим биљкама, угљен-диоксид који се ослобађа током дисања користи се током фотосинтезе. Кисеоник је нуспроизвод који настаје током фотосинтезе и излази кроз стомате, зидове ћелија корена и друге путеве. Биљке се могу ослободити вишка воде транспирацијом и гутацијом. Показало се да лист делује као 'екскретофор' и, осим што је примарни орган фотосинтезе, користи се и као метод за излучивање токсичног отпада путем дифузије. Остали отпадни материјали које излучују неке биљке — смола, сокови, латекс итд. потискују се из унутрашњости биљке хидростатским притисцима унутар биљке и апсорпционим силама биљних ћелија. Овим последњим процесима није потребна додатна енергија, они делују пасивно. Међутим, током преабсцизионе фазе, метаболички нивои листа су високи. Биљке такође излучују неке отпадне материје у земљиште око себе.
Код животиња, главни продукти излучивања су угљен-диоксид, амонијак (код амониотелици), уреа (код уреотелика), мокраћна киселина (код урикотелика), гванин (код паука) и креатин. Јетра и бубрези уклањају многе материје из крви (на пример, код бубрежног излучивања), а очишћене супстанце се затим излучују из организма урином и фекалијама.
Водене животиње обично излучују амонијак директно у спољашњу средину, јер ово једињење има високу растворљивост и има довољно воде за разређивање. Код копнених животиња једињења слична амонијаку се претварају у друге азотне материје, односно уреу, које су мање штетне јер има мање воде у околини, а сам амонијак је токсичан. Овај процес се зове детоксикација.
Птице излучују своје азотне отпадне материје у облику мокраћне киселине у облику пасте. Иако је овај процес метаболички скупљи, омогућава ефикасније задржавање воде и може се лакше ускладиштити у јајету. Многе врсте птица, посебно морске птице, такође могу да излучују со преко специјализованих назалних сланих жлезда, при чему физиолошки раствор излази кроз ноздрве у кљуну.
Код инсеката, систем који укључује Малигијеве тубуле се користи за излучивање метаболичког отпада. Метаболички отпад дифундује или се активно транспортује у тубуле, које транспортују отпад у црева. Метаболички отпад се затим ослобађа из тела заједно са фекалном материјом.
Излучени материјал се може назвати ejecta. У патологији се често користи тај назив.